# Текірова

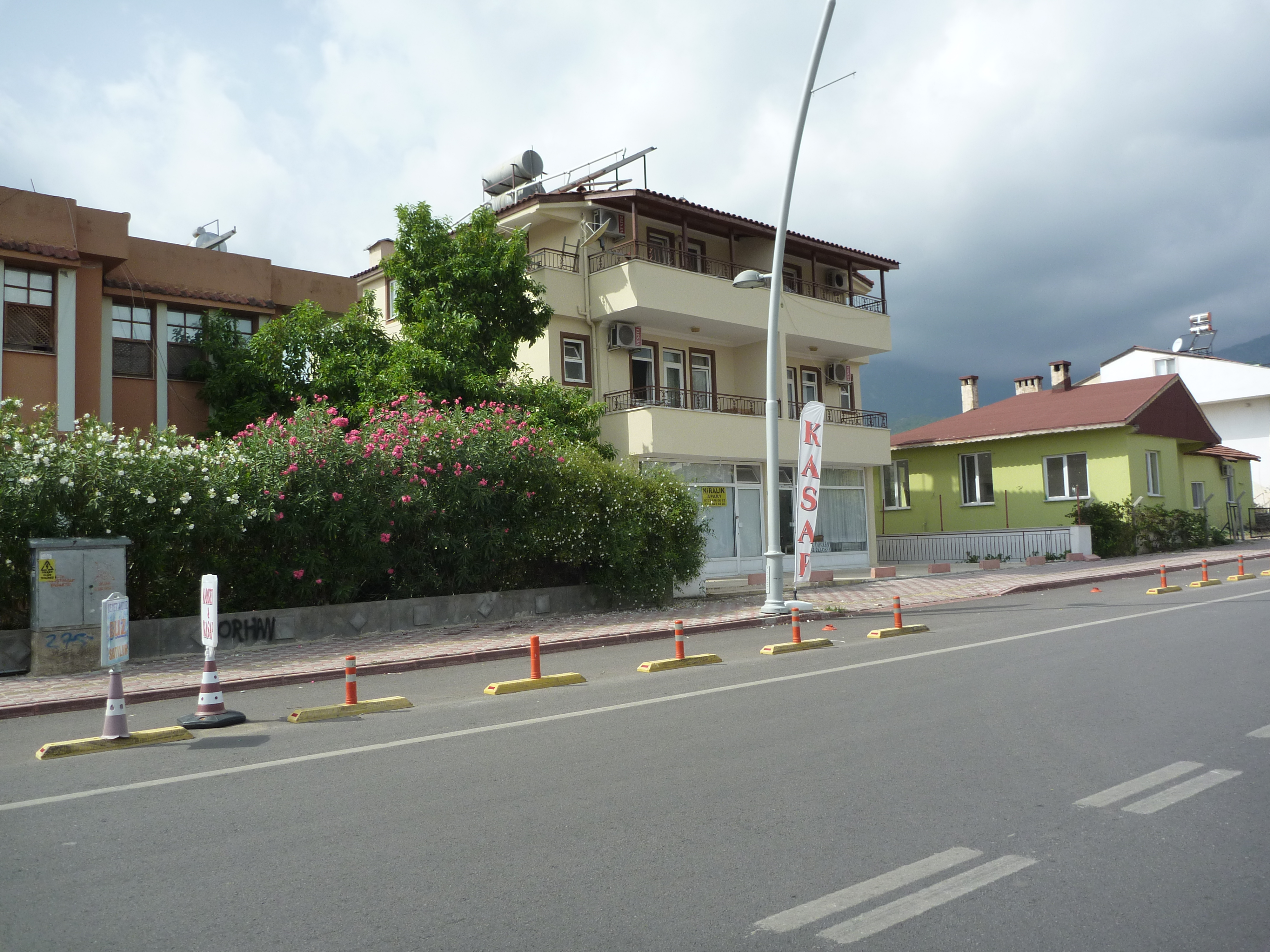
Одна з вулиць Текірова

Текірова (тур. Tekirova) — курортне селище в районі Кемера, у турецькій провінції Анталія. Текірова розташована приблизно в 12 км на південь від Кемера і 60 км від Анталії, на Середземноморському узбережжі Лікії. Чисельність населення 2500 осіб.

## Туризм
Текірова розташована на схилах західних Таврських гір, на краю Національного парку Олімпос. Неподалік розташована гора Тахтали 2365 м заввишки, на вершину якої можна піднятися по канатній дорозі «Olympos Teleferik».
Через селище пролягає русло гірської річки, яка впадає у Середземне море.
У 2005 році в Текірова відкрився Еко Парк - ботанічний сад і парк рептилій
Пляж: крупний пісок і галька.

## Визначні пам'ятки в околицях Текірова
- Античне місто Олімпос
- Античне місто Фаселіс
- Гора Химера, або «Палаюча гора» (біля села Чирали)